# Coelogyne quadratiloba
Coelogyne quadratiloba é uma espécie de orquídea epífita, família Orchidaceae, originária da Tailândia e Vietnam.